# Alfred Coehn
Alfred Coehn (geboren 2. August 1863 in Berlin; gestorben 3. März 1938 in Göttingen) war ein deutscher Physiker und Chemiker. Er war außerordentlicher Professor für Physikalische Chemie an der Universität Göttingen.

## Leben
Coehn wurde 1888 mit einer Arbeit über Elektrolytische Untersuchungen promoviert. Er war in Göttingen ein Mitarbeiter von Walther Nernst und leitete die Abteilung Photochemie, deren Unterfinanzierung er durch eigene Mittel (er war wohlhabend) ausglich. Er befasste sich insbesondere mit Elektrochemie und Photochemie. Nach ihm ist die Coehnsche Regel benannt, nach der bei Reibungselektrizität die positiven Ladungen im Allgemeinen in dem Stoff mit höherer Dielektrizitätszahl entstehen. Außerdem wies er nach, dass bei Reibungselektrizität für die Ladungstrennung schon die enge Berührung reicht (und nicht unbedingt Reibung nötig ist). Er war Mitarbeiter des Handbuchs der Physik.
Coehn wurde nach der Machtergreifung der Nationalsozialisten wegen seiner jüdischen Herkunft aus dem Hochschuldienst entfernt.

## Schriften (Auswahl)
- Photochemie und photographische Chemikalienkunde, Springer Verlag 1929
- Moria. Eine Betrachtung zu Goethes Pandora. In: Goethe. Vierteljahresschrift der Goethe-Gesellschaft, Weimar, 1937